# قلب المدينة التجاري

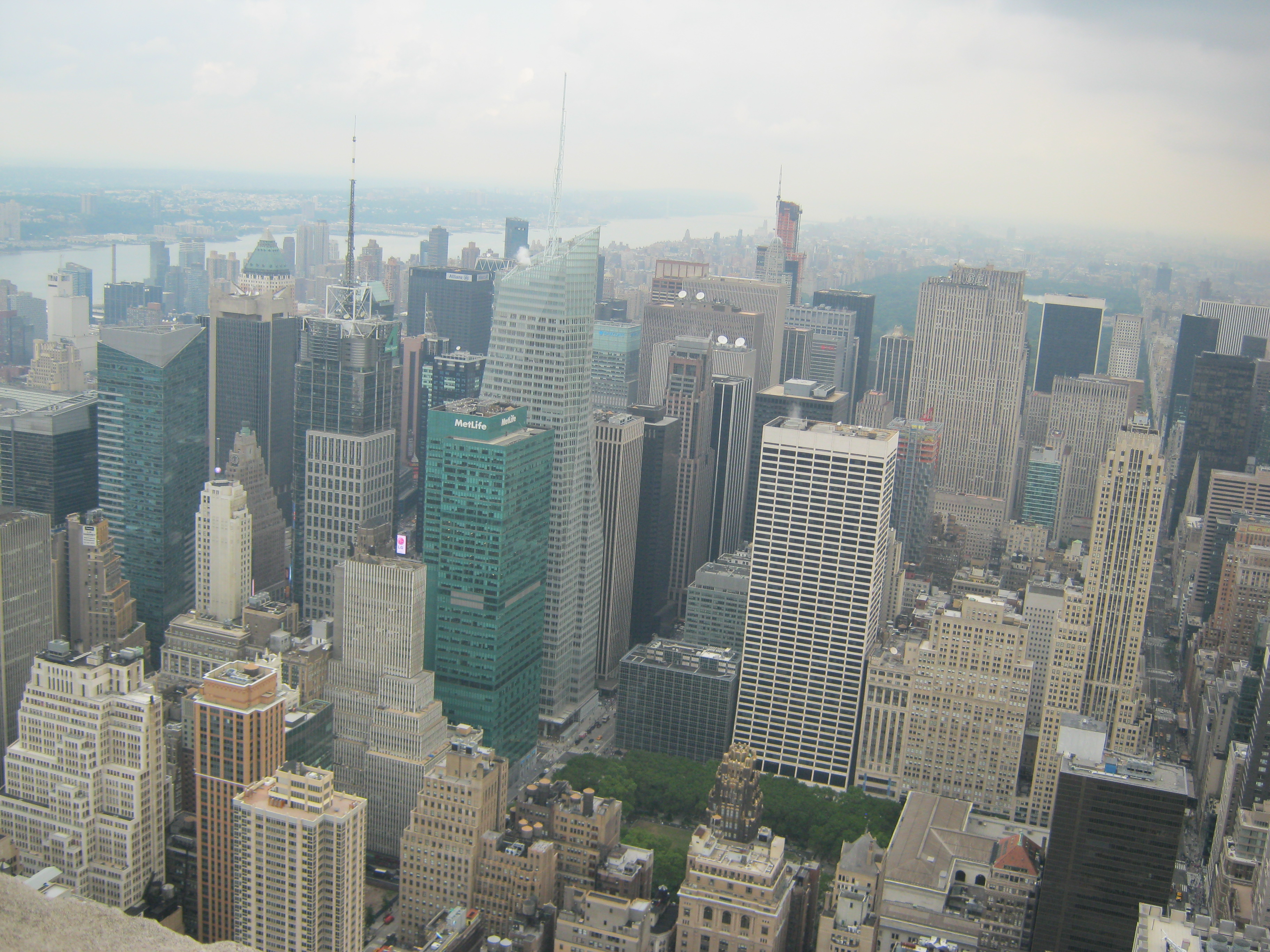
وسط مدينة مَنهاتن، مدينة نيويورك، هو أكبر منطقة تجارية سكنية ومركزية في الولايات المتحدة.

قلب المدينة التجاري أو داون تاون (بالإنجليزية: Downtown)‏ هو مصطلح أمريكي يطلق علي أي مركز مدينة. المصطلح استخدم للمرة الأولى في 1830 للإشارة إلى وسط مدينة نيويورك الأمريكية المعروف بـمنهاتن.